# David Walliams
David Edward Williams (20 de agosto de 1971) conocido como David Walliams, es un actor, comediante, escritor, juez de concurso de talentos y presentador británico conocido por su participación junto a Matt Lucas en el programa Little Britain.
Desde 2012, Walliams ha sido juez en el programa Britain's Got Talent. Escribió y protagonizó dos temporadas de Big School, en el papel del profesor de química, Keith Church. En 2015, tuvo el papel protagónico de Tommy Beresford en Partners in Crime basado en las novelas Tommy y Tuppence Beresford de Agatha Christie.
Walliams también es escritor de libros infantiles. Ha vendido más de 25 millones de copias y sus libros han sido traducidos en 53 idiomas. Ha sido descrito como "autor de libros para niños que más crece en Reino Unido" y su estilo literario ha sido comparado con el de Roald Dahl.

## Primeros años y educación
David Walliams nació en Merton, Londres. Es el hijo de Peter Williams, un ingeniero del transporte de Londres, y Kathleen Williams, una técnica de laboratorio, y creció en Banstead, Surrey. Walliams fue educado en el Collingwood Boys' School en Wallington, y en Reigate Grammar School en Surrey, donde estudió junto a Robert Shearman. Desde 1989 a 1992, estudió en la Universidad de Bristol, graduándose en Artes (Drama). Durante las vacaciones de la Universidad en 1990, Walliams actuó en el National Youth Theatre, donde conoció a su pareja también comediante Matt Lucas.
Cambió su nombre a David Walliams cuando se unió a Equity, ya que ya había un miembro llamado David Williams.

## Carrera
Walliams participó en el audio libro producido por Big Finish Productions, Phantasmagoria, escrito por Mark Gatiss en 1999.
Desde 2003 a 2005, Walliams coescribió y coprotagonizó tres temporadas de Little Britain junto a Matt Lucas.
En 2005, Walliams, Simon Pegg, Lucy Davis y Lauren Laverne protagonizaron el videoclip del sencillo de Charlotte Hatherley, "Bastardo". Más tarde ese año, Walliams presentó un documental sobre James Bond, titulado David Walliams: My Life with James Bond. En 2007, hizo de un manipulador en Capturing Mary.
Walliams hizo del comediante Frankie Howerd en la película Rather You Than Me. En 2010, Walliams apareció junto a Paul Rudd y Steve Carell en la comedia Dinner for Schmucks. Walliams hizo de Gibbis en la sexta temporada de Doctor Who, en el episodio "The God Complex", estrenado en BBC One en 2011.
En abril de 2012 Walliams apareció en un episodio de Perspectives titulado "David Walliams: The Genius of Dahl". También en 2012, narró Are You Having a Laugh? TV and Disability en BBC Two, y la serie Top Dog Model.
En 2013, Walliams apareció en dos episodios de la comedia Blandings como Rupert Baxter. Ese año y en 2014, Walliams hizo del profesor de química, Keith Church en Big School, el cual creó y escribió. En la temporada aparecen Catherine Tate, Frances de la Tour y Philip Glenister. En junio de 2015, fue anunciado que no tendría una tercera temporada.
En marzo de 2014 Walliams narró un cortometraje para la organización caritativa Electrical Safety First.
Para Comic Relief 2015, Walliams hizo de Lou Todd y Stephen Hawking en el papel de Andy Pipkin junto a Catherine Tate como monja.
En 2015, coincidiendo con el aniversario del nacimiento de Agatha Christie, Walliams hizo de Tommy Beresford en Partners in Crime.
En septiembre de 2015, Walliams comenzó a grabar su programa de sketches, Walliams & Friend, protagonizado por Joanna Lumley y Morgana Robinson y que fue estrenado en Navidad de 2015. El programa volvió para otra temporada en 2016.
Walliams prestó la comedia Thrills and Spills eLouisvillen diciembre de 2016. Ese mes presentó Royal Variety Performance y un episodio de Navidad de Blankety Blank.
En 2017, Walliams hizo un cameo en cinco episodios de The Nightly Show para ITV.

### Britain's Got Talent
Desde 2012 Walliams ha sido juez en Britain's Got Talent junto a Amanda Holden, Alesha Dixon y Simon Cowell. En 2015 y 2018, fue galardonado con el National Television Awards a Mejor Juez. Su química con Simon Cowell ha sido alabada.

### Matt Lucas
Walliams y Matt Lucas se conocieron en el National Youth Theatre. Lucas hizo una impresión de Jimmy Savile y Walliams de Frankie Howerd. No se volverían a ver en un año. A finales de los 90s, hizo papeles pequeños en The Club, Rock Profile y en Sir Bernard's Stately Homes. También protagonizó junto a Lucas Mash and Peas. Walliams y Lucas tuvieron papeles pequeños Plunkett and Maclaine como prisioneros.
El dúo apareció en videoclip de Pet Shop Boys, "I'm with Stupid".
La pareja es conocida por Little Britain, que fue estrenada en 2003 y duró hasta 2009. Walliams hizo de Emily Howard. Los personajes de Little Britain, interpretados por Walliams y Lucas, aparecieron en una campaña para Nationwide Building Society. En enero de 2005 Walliams y Lucas fueron nombrados las personas más poderosas en la industria de la comedia por Radio Times.
Su otra serie Come Fly with Me tuvo seis partes. El primer episodio fue el tercer programa más visto del dîa de Navidad de 2010, y la comedia más vista del año. El dúo no ha vuelto a trabajar junto o aparecido en algún acto público desde principios de 2011 (aunque hicieron cameos por separado en la película de 2013, The Look of Love).

### Presentador
El 18 de enero de 2018, Walliams fue el presentador del acto de caridad anual Presidents Club. El evento figuró en un artículo de Financial Times el 23 de enero de 2018. Poco después de que el artículo apareciera el President Club cerró "tras ser denunciado en el parlamento y quedarse sin apoyo de las organizaciones caritativas con las que trabajaba." El 24 de enero de 2018, Walliams hizo declaraciones en Twitter sobre cuanto tenía que ver con el evento, en dos "tuits" separados aclarando que su participación fue estrictamente profesional y que no estaba como invitado. Añadió que él se marchó tras acabar su presentación y que no fue testigo de lo que ocurrió después."

## Trabajo

### Televisión
| Año     | Título                                        | Papel                                             | Canal                    |
| ------- | --------------------------------------------- | ------------------------------------------------- | ------------------------ |
| 1996    | Asylum                                        | Escritor, Varios personajes                       | Paramount Comedy Channel |
| 1999    | Spaced                                        | Vulva, Temporada 1 episodio 3 'Art'               | Channel 4                |
| 2000    | The Strangerers                               | Temporada 1 Episodio 3 – Crunchy Munchy           | Sky One                  |
| 2000    | Black Books                                   | 'He's Leaving Home' – Cliente de Black Books      | Channel 4                |
| 2000–02 | Attachments                                   | Jake                                              | BBC Two                  |
| 2003    | Eastenders                                    | Ray Collins                                       | BBC One                  |
| 2003–08 | Little Britain                                | Varios papeles, escritor                          | BBC Three/BBC One        |
| 2005–16 | Ant & Dec's Saturday Night Takeaway           | El mismo, 8 episodios                             | ITV                      |
| 2010–11 | Come Fly with Me                              | Varios personajes, escritor                       | BBC One                  |
| 2011    | Doctor Who                                    | Gibbis, episodio "The God Complex"                | BBC One                  |
| 2012    | Royal Variety Performance                     | Presentador                                       | ITV                      |
| 2012    | Mr Stink                                      | Primer ministro, escritor; Película de televisión | BBC One                  |
| 2012–16 | A League of Their Own                         | Guest, 8 episodios                                | Sky One                  |
| 2012–   | Britain's Got Talent                          | Juez                                              | ITV                      |
| 2013–14 | Big School                                    | Mr. Church                                        | BBC One                  |
| 2013    | Gangsta Granny                                | Padre de Ben, escritor; Película de televisión    | BBC One                  |
| 2013    | Blandings                                     | Rupert Baxter, 2 episodios                        | BBC One                  |
| 2014    | The Boy in the Dress                          | Árbitro, escritor; Película de televisión         | BBC One                  |
| 2015    | Partners in Crime                             | Thomas "Tommy" Beresford                          | BBC One                  |
| 2015–16 | Walliams and Friend                           | Varios personajes, creador, escritor              | BBC One                  |
| 2016    | Royal Variety Performance                     | Presentador                                       | ITV                      |
| 2016    | Billionaire Boy                               | Mrs. Trafe, escritor; Película de televisión      | BBC One                  |
| 2016    | Blankety Blank                                | Presentador                                       | ITV                      |
| 2016    | Revolting Rhymes                              | Varios                                            | BBC One                  |
| 2016    | David Walliams Celebrates Dame Shirley Bassey | Presentador                                       | BBC One                  |
| 2017    | The Nightly Show                              | Presentador en cameo, 5 episodios                 | ITV                      |
| 2017    | Ratburger                                     | Burt; Película de televisión                      | Sky One                  |
| 2017    | Grandpa's Great Escape                        | Bary; Película de televisión                      | BBC One                  |
| 2017–   | Teletubbies                                   | Trumpet (voz)                                     | CBeebies                 |
| 2018    | Elton John: The Nation's Favourite Song       | Presenter                                         | ITV3                     |
| 2018    | The Queen and I                               | Jack Barker                                       | Sky One                  |

### Películas
| Año  | Título                                      | Papel                                      |
| ---- | ------------------------------------------- | ------------------------------------------ |
| 2004 | Shaun of the Dead                           | Voz en televisión                          |
| 2005 | Stoned                                      | Contable                                   |
| 2006 | Tristram Shandy: A Cock and Bull Story      | Haas                                       |
| 2006 | Marie Antoinette                            | Peluquero (no acreditado)                  |
| 2007 | Run Fatboy Run                              | Cliente en la tienda de Libby              |
| 2007 | Stardust                                    | Sextus                                     |
| 2008 | Las crónicas de Narnia: el príncipe Caspian | Bulgy Bear (voz)                           |
| 2008 | Aprendiz de caballero                       | Cart pusher                                |
| 2010 | Dinner for Schmucks                         | Müeller                                    |
| 2010 | Marmaduke                                   | Anton Harrison                             |
| 2012 | Grandes esperanzas                          | Mr. Pumblechook                            |
| 2013 | Justin and the Knights of Valour            | Melquiades y Karolius (voz)                |
| 2013 | The Look of Love                            | Vicar Edwyn Young                          |
| 2014 | Pudsey: The Movie                           | Pudsey (voice)                             |
| 2019 | Missing Link                                | Lemuel Lint (voz)                          |
| 2019 | Murder Mystery                              |                                            |
| TBA  | The Liar                                    | Hesketh-Harvey                             |
| TBA  | The Land of Sometimes                       | The Guardian of the Electric Volcano (voz) |

### Teatro
El 26 de agosto de 2008 Walliams hizo su debut en el teatro junto a Michael Gambon en No Man's Land.
En 2013, hizo de Bottom en El sueño de una noche de verano junto a Sheridan Smith como Titania.

### Libros y adaptaciones
| #N.º of book | Título                                                 | Lanzamiento              | Ilustrador    | Páginas | Adaptación cinematográfica release date | Ave. UK viewers (million) | Channel | Adaptaciones teatrales |
| ------------ | ------------------------------------------------------ | ------------------------ | ------------- | ------- | --------------------------------------- | ------------------------- | ------- | ---------------------- |
| 1            | La increíble historia de... El mago del balón          | 1 de noviembre de 2008   | Quentin Blake | 304     | 26 de diciembre de 2014                 | 6.31                      | BBC One | The Boy in the Dress   |
| 2            | La increíble historia de... Un amigo excepcional       | 29 de octubre de 2009    | Quentin Blake | 288     | 23 de diciembre de 2012                 | 7.08                      | BBC One | musical de 2012        |
| 3            | La increíble historia de... El chico del millón        | 28 de octubre de 2010    | Tony Ross     | 304     | 1 de enero de 2016                      | 6.34                      | BBC One | musical de 2018        |
| 4            | La increíble historia de... la abuela gánster          | 27 de octubre de 2011    | Tony Ross     | 304     | 26 de diciembre de 2013                 | 7.36                      | BBC One | obra de teatro de 2015 |
| 5            | La increíble historia de... Los bocadillos de rata     | 19 de septiembre de 2012 | Tony Ross     | 336     | 24 de diciembre de 2017                 | 1.01                      | Sky One |                        |
| 6            | La increíble historia de... La dentista demonio        | 26 de septiembre de 2013 | Tony Ross     | 384     |                                         |                           |         |                        |
| 7            | La increíble historia de... mi tía terrible            | 25 de septiembre de 2014 | Tony Ross     | 384     |                                         |                           |         | obra de teatro de 2017 |
| 8            | La increíble historia de... La gran fuga del abuelo    | 24 de septiembre de 2015 | Tony Ross     | 384     | 1 de enero de 2018                      | 5.78                      | BBC One |                        |
| 9            | Los peores niños del mundo                             | 19 de mayo de 2016       | Tony Ross     | 272     |                                         |                           |         |                        |
| 10           | La increíble historia de... los amigos de medianoche   | 3 de noviembre de 2016   | Tony Ross     | 416     | 26 de diciembre de 2018                 |                           | BBC One | obra de teatro de 2018 |
| 11           | El gran libro de los niños malos                       | 25 de mayo de 2017       | Tony Ross     | 288     |                                         |                           |         |                        |
| 12           | La increíble historia de... El papá bandido            | 2 de noviembre de 2017   | Tony Ross     | 416     |                                         |                           |         |                        |
| 13           | La increíble historia de... El gigante alucinante      | 6 de noviembre de 2018   | Tony Ross     | 496     |                                         |                           |         |                        |
| 14           | La increíble historia de... La cosa más rara del mundo | 21 de febrero de 2019    | Tony Ross     | 288     |                                         |                           |         |                        |

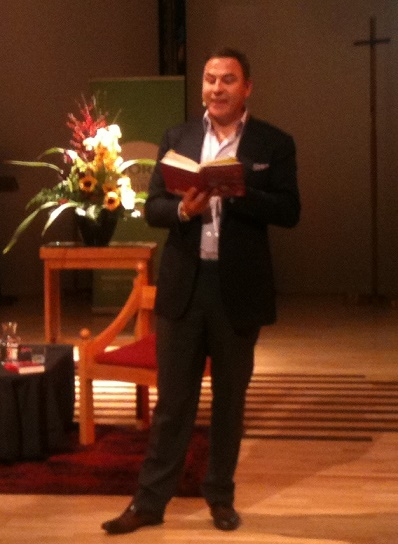
Walliams en 2015, leyendo uno de sus libros a la audiencia en Nueva Zelanda, como parte del WORD Christchurch festival.

Además de los libros para niños, escribió un libro de no-ficción, "Inside Little Britain" (junto a Boyd Hilton y Matt Lucas).
Una autobiografía titulada "Camp David" fue lanzada en 2012.
Tuvo unas ganancias de 16.57 millones de libras de la venta de libros en 2017.

### Guionista
Además de escribir sketches y las adaptaciones de sus libros, fue anunciado en noviembre de 2015 que co-escribiría una película animada con el productor de película Edgar Wright para DreamWorks Animation. En julio de 2016, fue anunciado que se titularía Shadows y se estrenaría en 2019.

## Vida personal
En 2007, el padre de Walliams, Peter, murió de cáncer hepático. En 2009, Walliams comenzó a salir con la modelo Lara Stone. El 20 de enero de 2010, anunciaron su compromiso. Walliams le pidió matrimonio a Stone en Los Ángeles tras recibir el visto bueno de sus padres. El 16 de mayo de 2010, la pareja se casó en el Hotel Claridge's de Londres. En diciembre de 2012, la pareja anunció que Stone estaba embarazada y el 6 de mayo de 2013, Stone dio a luz al primer hijo de la pareja, Alfred. El 4 de marzo de 2015, tras cinco años de matrimonio, la pareja decidió separarse ante un juez. El 9 de septiembre de 2015, Walliams le pidió el divorcio a Stone, citando "comportamiento irracional".
Walliams dio pistas de ser pansexual en su libro Inside Little Britain, aunque no le gusta que se le denomine con ese término.
Walliams ha sido diagnosticado con trastorno bipolar, y describió cuando nadó por el Canal de la Mancha en 2006 como "algo así como una redención".